# Metisa fumosa
Metisa fumosa är en fjärilsart som beskrevs av Antonius Johannes Theodorus Janse 1919. Metisa fumosa ingår i släktet Metisa och familjen säckspinnare. Inga underarter finns listade i Catalogue of Life.